# Pyrosomella
Pyrosomella är ett släkte av ryggsträngsdjur. Pyrosomella ingår i familjen Pyrosomatidae.
Kladogram enligt Catalogue of Life:
| Pyrosomella | \| \| Pyrosomella operculata \| \| \| \| \| \| Pyrosomella verticillata \| \| \| \| |
|             | \| \| Pyrosomella operculata \| \| \| \| \| \| Pyrosomella verticillata \| \| \| \| |
|             | Pyrosoma                                                                            |
|             |                                                                                     |
|             | Pyrostremma                                                                         |
|             |                                                                                     |
|             | Pyrosomella operculata                                                              |
|             |                                                                                     |
|             | Pyrosomella verticillata                                                            |
|             |                                                                                     |

|  | Pyrosomella operculata   |
|  |                          |
|  | Pyrosomella verticillata |
|  |                          |